# Стюарт, Джон, 1-й граф Леннокс
Джон Стюарт (англ. John Stewart; род. до 1430 — 1495) — 1-й граф Леннокс с 1488 года, шотландский барон, лидер восстания 1489 года против короля Якова IV.

## Биография
Представитель дворянского рода Стюартов. Старший сын Алана Стюарта из Дарнли (? — 1439) и Кэтрин Сетон.
Как потомок по материнской линии старинного гэльского рода графов Леннокса Джон Стюарт в 1473 году был признан шотландским королём Яковом III графом Ленноксом. Но через три года этот титул был у него отобран, а графство возвращено в королевский домен. Недовольный Джон присоединился в 1482 году к участникам Лодерского мятежа, отстранившим на время короля от власти, а позднее помогал старшему сыну Якова III добиться престола Шотландии.
В 1488 году новый король Яков IV признал за Джоном Стюартом титул графа Леннокса. Но это не удовлетворило графа: власть при молодом короле захватила узкая олигархия двух семей Хепбернов и Юмов. В апреле 1489 года он поднял восстание против короля, укрепившись в замке Дамбартон. Королевские войска осадили замок, но лишь с большим трудом им удалось вынудить Леннокса капитулировать в декабре 1489 года. Выступление Леннокса заставило Якова IV в корне изменить свою политику и привлечь к участию в управлении широкие слои дворянства, что позволило на рубеже XV и XVI веков достичь в Шотландии небывалой стабильности и процветания.

## Семья и дети
1-я жена: с мая 1438 года Маргарет Монтгомери, дочь Александра Монтгомери (ум. ок. 1470), 1-го барона Монтгомери, и Маргариты Бойд. Она умерла молодой, брак был бездетный.
2-я жена: с 1460 году Маргарет Монтгомери, дочь Александра Монтгомери (? — 1425) и Элизабет Хепберн, внучка Александра Монтгомери, 1-го барона Монтгомери, племянница 1-й жены Джона. Дети:
- Мэрион Стюарт
- Элизабет Стюарт (ок. 1464 — ?); муж Арчибальд Кэмбелл (ум. 9 сентября 1513), 2-й граф Аргайл
- Роберт Стюарт (1470—1544), сеньор д’Обиньи
- Джон Стюарт (ум. 1512), сеньор д’Уазон
- Элизабет Стюарт (до 1476 — ?)
- Мэтью Стюарт (1488—1513), 2-й граф Леннокс с 1495
- Уильям Стюарт (ок. 1495 — 1504), сеньор д’Уазон
- Александр Стюарт (ок. 1495 — 1509)